# Alegorie světadílů (Lysá nad Labem)
Alegorie světadílů jsou sochy v parku zámku v Lysé nad Labem. Jsou umístěny na jižním schodišti. Autorem těchto soch je dílna Matyáše Bernarda Brauna, konkrétně „Sochař z Benátek", jímž by mohl být snad František Adámek. Originální alegorie vznikli okolo roku 1735. Osud originálních soch nám je dnes neznámý. V zámecké zahradě se dnes vyskytují pouze kopie. Kopie soch Afriky a Ameriky pochází z rozmezí let 1935-1936. Evropa a Asie byly zkopírovány roku 1958. Světadíly jsou vysochány do jemnozrnného pískovce hořického typu. Jednotlivé světadíly jsou představeny v podobě baculatých putti. Od sebe se liší především jednotlivými atributy, vyjadřujícími různé kontinenty. Soubor soch je součástí památkově chráněného zámeckého areálu.
Alegorie světadílů nám díky své bohaté ikonografii nabízí zajímavé pohledy na jednotlivé kontinenty. Afriku představenou králem zvířat a rohem hojnosti, můžeme dle atributů vnímat jakožto království fauny a flóry. Amerika se svou čelenkou a lukem přibližuje „Nový svět" jako domov indiánských kultur. Evropa s tiárou a chrámem je zde zpodobněna jako hlavní centrum křesťanství. Asie zpodobněná vzácnými květy, exotickým zvířetem, velbloudem a nádobou s orientálním kořením, nám dává vědět o vzdálené, tehdejšímu Evropanovi dosti neznámé, orientální kultuře.
Z přehledu alegorií světadílů, můžeme také zjistit, že Austrálie a Antarktida, nebyly v této době ještě vnímány jakožto kontinenty.